# José María Ortega Trinidad
José María Ortega Trinidad (ur. 30 grudnia 1950 w Nava) – peruwiański duchowny rzymskokatolicki, w latach 2006-2018 prałat terytorialny Juli.

## Życiorys
Święcenia kapłańskie przyjął 25 czerwca 1978 i został inkardynowany do prałatury terytorialnej Yauyos. Był m.in. wychowawcą i rektorem niższego seminarium, wykładowcą i dyrektorem instytutu pedagogicznego w San Vicente de Cañete, a także rektorem wyższego seminarium.
22 kwietnia 2006 otrzymał nominację na prałata terytorialnego Juli. Sakry biskupiej udzielił mu 1 lipca 2006 kard. Juan Luis Cipriani Thorne.
15 listopada 2018 zrezygnował z urzędu.